# Liste der Bischöfe von Koszalin-Kołobrzeg

## Bischöfe
Die folgenden Personen waren bzw. sind Bischof von Bistum Koszalin-Kołobrzeg (dt. Köslin-Kolberg)
| Nr. | Bischof            | von  | bis  | Beschreibung | Darstellung | Wappen |
| --- | ------------------ | ---- | ---- | --- | ----------- | ------ |
| 01  | Ignacy Jeż         | 1972 | 1992 | * 31. Juli 1914 in Radomyśl Wielki, Powiat Mielecki, (Woiwodschaft Karpatenvorland), (Polen), am 20. Juni 1937 zum Priester geweiht, am 20. April 1960 zum Weihbischof in Gnesen und zum Titularbischof von Alba Maritima ernannt, konsekriert am 5. Juni 1960, 1967 Weihbischof in Breslau am 28. Juni 1972 Bischof von Köslin-Kolberg, emeritiert 1. Februar 1992, † 16. Oktober 2007                  |             |        |
| 02  | Czesław Domin      | 1992 | 1996 | * 6. Juli 1929 in Siemianowice-Michalkowice, am 28. Juni 1953 zum Priester geweiht, am 6. Juni 1970 zum Weihbischof in Kattowitz und Titularbischof von Dagnum ernannt, Bischofsweihe am 15. August 1970, am 1. Februar 1992 Bischof von Köslin-Kolberg, † 15. Mai 1996 |             |        |
| 03  | Marian Gołębiewski | 1996 | 2004 | * 22. September 1937 in Trzebuchów, am 24. Juni 1962 in Włocławek (Kujawy, Kalisze)zum Priester geweiht, am 20. Juli 1996 zum Bischof von Köslin-Kolberg ernannt, Bischofsweihe am 31. August 1996, am 3. April 2004 Erzbischof von Breslau, Einführung in der Kathedrale am 24. April 2004, † 11. März 2024                                                                                             |             |        |
| 04  | Kazimierz Nycz     | 2004 | 2007 | * 1. Februar 1950 in Stara Wies, am 8. Mai 1972 zum Diakon in Krakau geweiht, Priesterweihe am 20. Mai 1973, am 14. Mai 1988 zum Weihbischof in Krakau und Titularbischof von Villa Regis ernannt, Bischofsweihe am 4. Juni 1988, am 9. Juni 2004 Bischof von Köslin-Kolberg, am 3. Mai 2007 Erzbischof von Warschau, Einführung am 1. April 2007, am 9. Juni 2007 Bischof von Polen im östlichen Ritus. |             |        |
| 05  | Edward Dajczak     | 2007 | 2023 | * 16. Februar 1949 in Świebodzin, am 15. Juni 1975 in Gorzówz zum Priester geweiht, am 15. Dezember 1989 zum Weihbischof in Gorzów und Titularbischof von Azura ernannt, Bischofsweihe am 6. Januar 1990, am 23. Juni 2007 Bischof von Köslin-Kolberg, emeritiert am 2. Februar 2023 |             |        |
| 06  | Zbigniew Zieliński | 2023 | 2025 | * 14. Januar 1965 in Danzig, am 18. Mai 1991 in Danzig zum Priester geweiht, am 26. September 2015 zum Weihbischof in Danzig und Titularbischof von Medeli ernannt, Bischofsweihe am 24. Oktober 2015, am 10. März 2022 Koadjutorbischof von Köslin-Kolberg, am 2. Februar 2023 Bischof, am 19. März 2025 Erzbischof von Posen                                                                           |             |        |

## Weihbischöfe
Die folgenden Personen sind/waren Weihbischof im Bistum Koszalin-Kołobrzeg:
| Nr. | Bischof           | von  | bis  | Beschreibung | Darstellung | Wappen |
| --- | ----------------- | ---- | ---- | --- | ----------- | ------ |
| 01  | Tadeusz Werno     | 1974 | 2007 | * 4. August 1939 in Kaźmierz (dt. Urnental), Kreis Samter, Großpolen, am 24. Juni 1956 in Gorzów zum Priester geweiht, am 22. März 1974 zum Weihbischof in Köslin-Kolberg und Titularbischof von Zattara ernannt, Bischofsweihe am 25. Mai 1974 durch Kardinal Stefan Wyszyński, Erzbischof von Warschau, Mitkonsekratoren waren der Erzbischof von Posen, Antonio Baraniak und Bischof Ignacy Jeż von Köslin-Kolberg, emerit. am 22. September 2007, † 20. Dezember 2022 |             |        |
| 02  | Piotr Krupa       | 1984 | 1992 | * 19. Juni 1936 in Braciejowa, am 14. Mai 1961 zum Priester geweiht, am 18. Februar 1984 zum Weihbischof in Köslin-Kolberg und Titularbischof von Aquae Albae in Byzacena ernannt, Bischofsweihe am 15. April 1984 durch Kardinal Józef Glemp, Erzbischof von Warschau, Mitkonsekratoren waren der Erzbischof von Posen, Jerzy Stroba und Bischof Ignacy Jeż von Köslin-Kolberg, am 25. März 1992 Weihbischof in Pelplin, † 4. März 2024                                  |             |        |
| 03  | Paweł Cieślik     | 1994 | 2015 | * 15. Juli 1940 in Czernice, am 25. Juni 1964 zum Priester geweiht, am 23. Dezember 1994 zum Weihbischof in Köslin-Kolberg und Titularbischof von Britonia ernannt, Bischofsweihe am 6. Januar 1995 in Rom durch Papst Johannes Paul II., Mitkonsekratoren waren Kurienkardinal, Giovanni Battista Re und Kurienkardinal Jorge Maria Mejia, emeritiert am 19. September 2015.                                                                                             |             |        |
| 04  | Krzysztof Zadarko | 2009 |      | * 2. September 1960 in Słupsk, dt. Stolp, am 25. Mai 1986 zum Priester geweiht, am 16. Februar 2009 zum Weihbischof in Köslin-Kolberg und Titularbischof von Cavaillon ernannt, Bischofsweihe am 25. April 2009 durch Bischof Edward Dajczak von Köslin-Kolberg, Mitkonsekratoren waren Erzbischof Kazimierz Nycz und Weihbischof Tadeusz Werno. |             |        |